# Isépy család

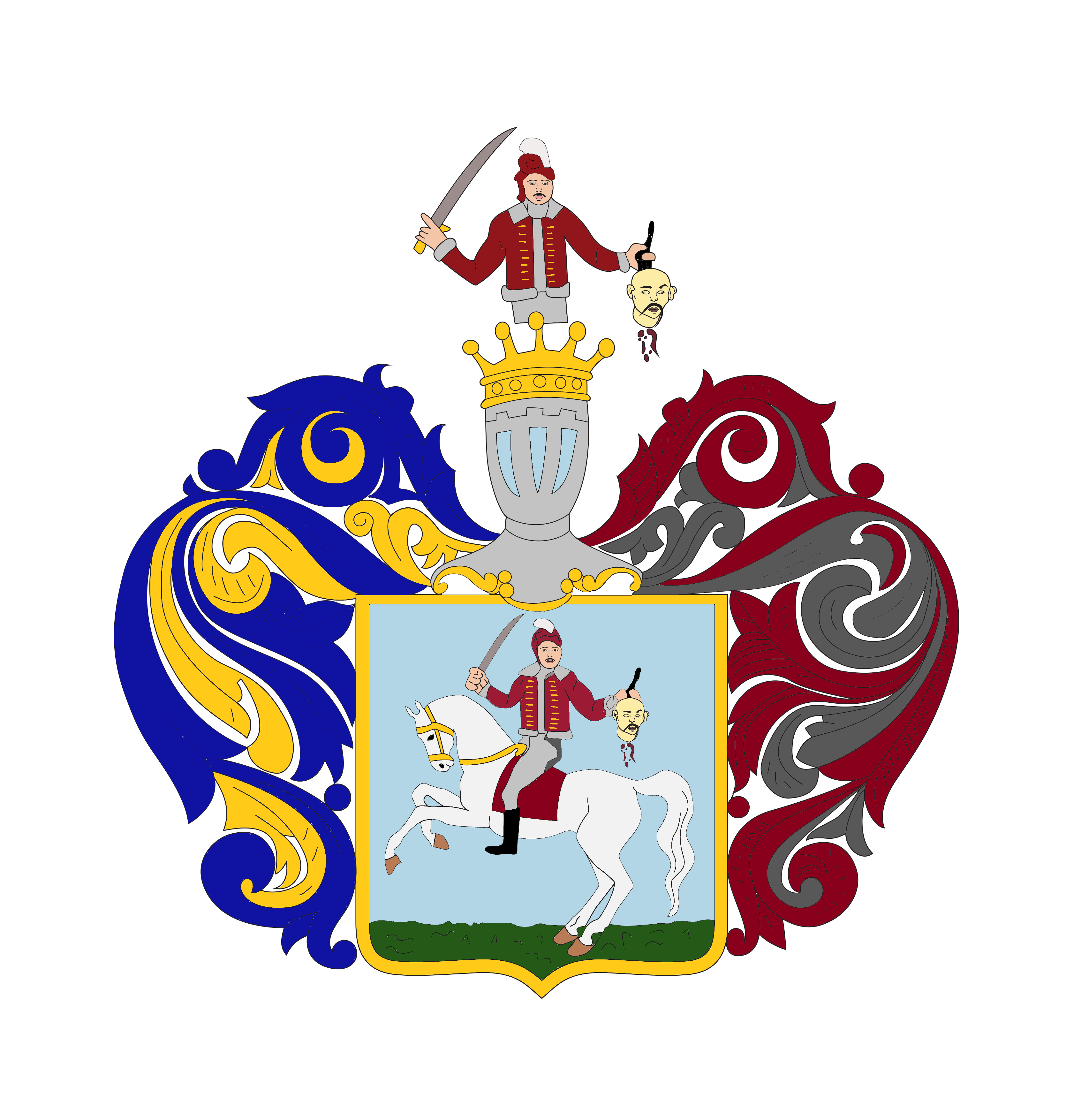
A Magyarizsépi Isépy család címere a 17. század óta

Az Isépy család (latinul gens de [Magyar-]Isép) egy ősi magyar nemesi család. A Zemplén vármegyei Magyarizsép nevű település (ma Szlovákia; Nižný Žipov) volt a névadó birtokuk.

## Név
Többféle módon írták a latin dokumentumok a család nevét: Isypi, Isipi, Isepi stb. A hivatalos írásmód az „Isépy“, amelyik a fonetikailag helyes „Izsépy“-nek az archaikus változata. Etimológiailag vagy a görög Εὐσέβειος-ra, ill. a latin Eusebius-ra, amit a magyar Özsébnek ismer, vagy a József névre vezethető vissza.

## Történelem

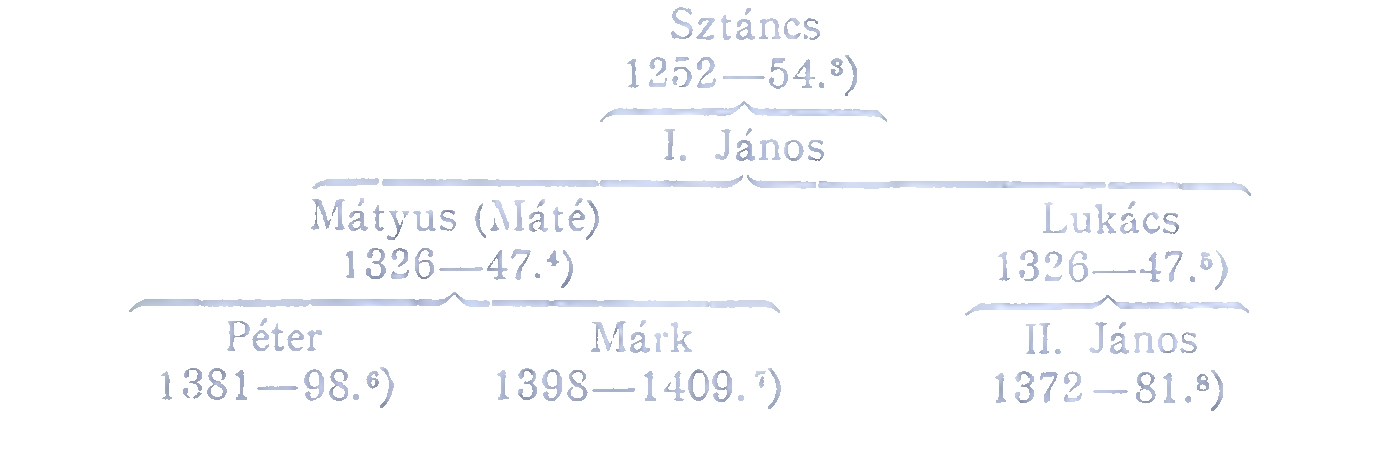
Isépy Sztáncs és utódai (Karácsony 1900, 256).

Az Isépyek a Bogát-Radvány nemzetségből váltak ki a 13. században. A nemzetség hat családra oszlott fel: a Cseleji, Monoky, Rákóczy és három Isépy-ágba. Azon Isépy-ágon kívül viszont, amelyikből a család mai tagjai származnak, mindegyik család kihalt. Ezen ág őse Isépy Sztáncs, akinek nevét az Isztáncs település őrzi a mai napig, a 13. század elején tűnik fel. Sztáncsnak nemcsak egy, a szakirodalomban említett fia volt, János, hanem egy 1295. augusztus 29-én kelt oklevél szerint egy másik közvetlen leszármazottja, Jakab gróf, akinek a fiát Mihálynak hívták (comes Jacobus filius Stanch de Isep et Mychael filius eiusdem). A család több tagja a 13-14. századi oklevelekben a comes ("gróf"), azaz Ispán címet viseli.
A 14. század elején Isépy Mátyus hosszadalmas jogi csatát vívott Rákóczy Balázzsal Rákócz, Morva, (Alsó-)Körtvélyes, Arács (egykor Rákóc és Körtvélyes között) és Sink („Synk”) falvak birtoklásáért. Az első, ezekre az eseményekre utaló oklevél 1328-ból származik, és már egy persorozat első szakaszának végét említi. Megemlíti a Rákóczon tartott istenítéletet is, amely az ellenfelek között párbaj formájában zajlott le (in dicte possessionis Rakolch facto duelli sortilegio) számos nemes jelenlétében és I. Károly király képviseletében. (in presencia regie maiestatis), először lóháton és nehéz páncélban (super equis et in armis militaribus), majd kalapácsokkal folytatott közelharcban (lancealibus preliis derelictis ictus fortissimos per clavas bulgaricales super se recepissent), de anélkül, hogy döntés született volna. 1328. július 19-én a felek az országbíró (iudex curiae) jelenlétében egyezségre jutottak, amelynek alapján Rákóczy Balázs átadta az arácsi birtokot Isépy János fiainak, Mátyusnak és Lukácsnak, akik cserébe lemondtak a Rákóc, Körtvélyes, Morva és Sink birtokokra vonatkozó igényeikről. Az egri káptalan 1329. január 8-án Isépy Mátyust és Lukácsot nevezte ki az arácsi birtokaikra, és megerősítette velük a birtokhatárokat.
Egy 1349. május 18-án kelt oklevél Cselej, Berettő, Lazony, Lask, Magyarizsép, Mérk (ma nem létezik, Lasztóctól délre), Bánóc, Új-Őr (ma nem létezik, Terebestől délre), Sóskút, Bikes (Céke mellett), Bós (ma nem létezik), Bós (ismeretlen), Albátya (ma nem létezik, Magyarizsép-től északkeletre a Hernád partján), Beltelek, Megyaszó és Tiszabercel falvakat említi a Bogát ágból származó Isépy János és Jakab tulajdonaként.
A 14. század második felében az Isépyek a Cselejy és Bánóczy családokkal együtt a szerencsi Szent Péter és Pál bencés apátság védnökségét viselték, amely hagyományosan a Bogát-Radvány nemzetséghez tartozott.
A 14./15. században 42 helységgel bír a család Zemplén és Sáros várgegyékben. 1401-ben püspöki donácziót kapott Éralján. Az 1598 évi jobbágy-összeírásban az Isépy család a tíznél több jobbágyháztartás birtokosai között szerepel. A család tagjainak története a későbbi századokban végig nyomon követhető, de jelentős közéleti szerepet nem játszottak egészen a 19. századig. A 20. század elejéig és részben a Beneš-dekrétumok alkalmazásáig az Isépy családnak többekközt Magyarizsépen, Barancson, Homonnán, Szinnán, Éralján, Kistoronyán, Cékén és Tőketerebesen volt birtoka.

## Címer

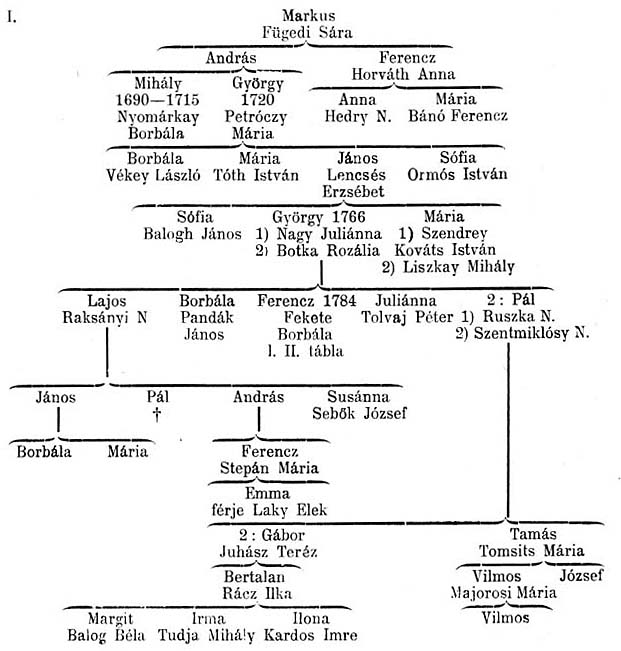
Az Isépy család genealógiája a 17–20. század elejéig, táblázat I. (Kempelen B., Magyar Nemes családok, V. Budapest 1913, 196. o.)

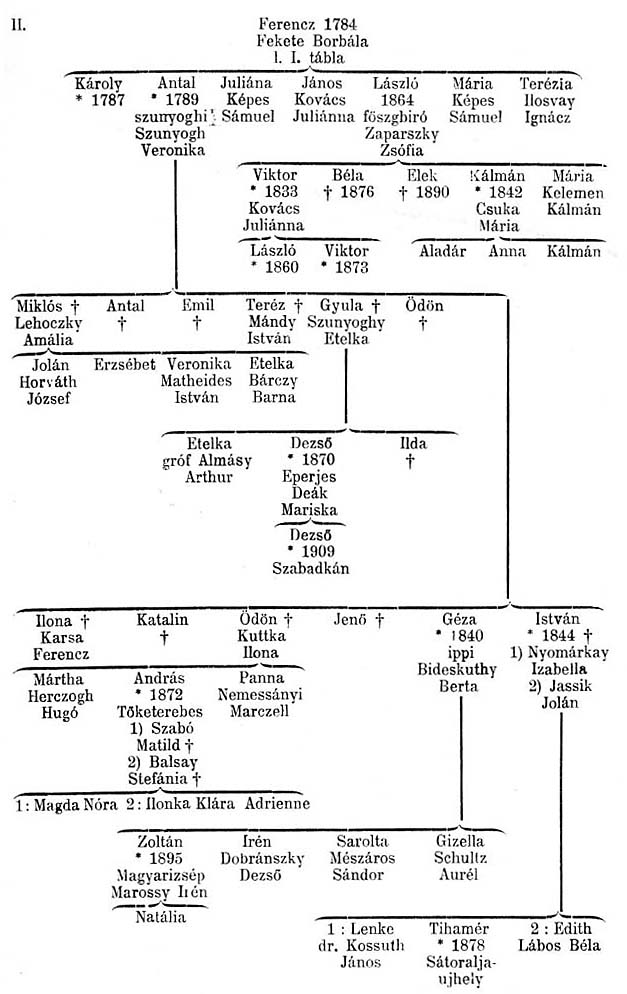
Az Isépy család genealógiája a 17-20. század elejéig, táblázat II. (Kempelen B., Magyar Nemes családok, V. Budapest 1913, 197. o.)

A család a 17. század óta a Zempléni levéltárban megtalálható címerpecsét, illetve -leírás alapján használta címerét: Kék címerpajzson fehér lovon ülő piros lovag, akinek jobb kezében kard, baljában egy levágott fej. A család címerpecsétje a Pest Vármegyei Levéltárában is megtalálható.

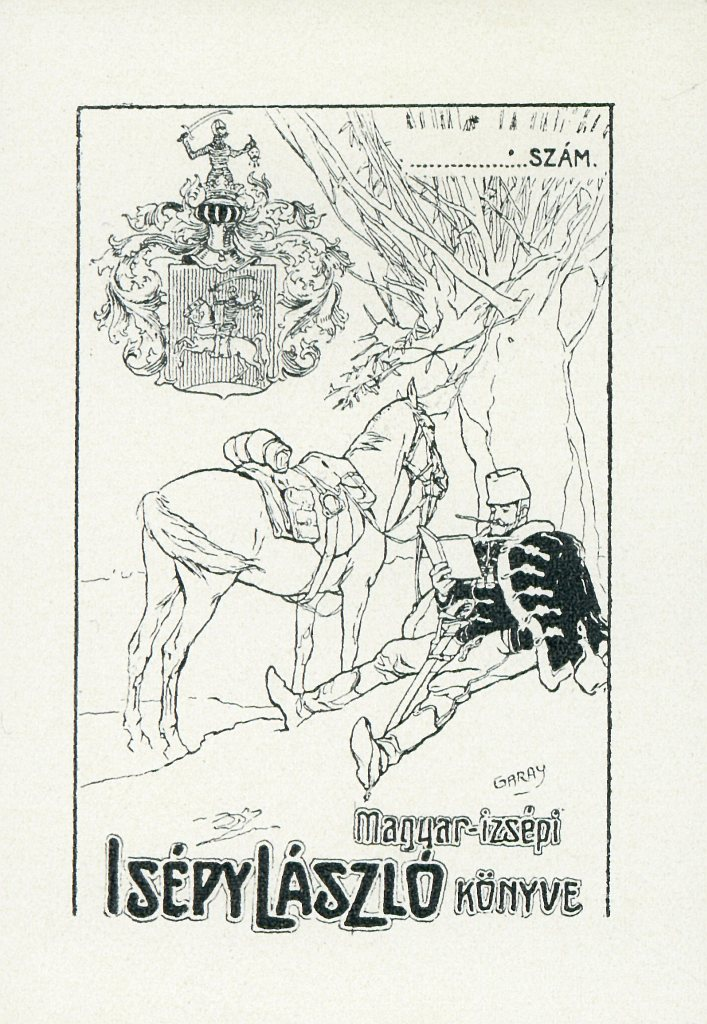
Isépy László (1861-1928) címeres könyvjegye

## Érdekesség
Az Isépy család többször szerepel Mikszáth Kálmán Különös házasság című regényében. Mikszáth első szerelme Izsépy Eszter volt. Szabó Magda Kármán József művének felhasználásával 1966-ban írt "Fanni hagyományai" című színjátékában Izsépy Fanni és családja a főszereplők.

## Nevezetes személyiségek
- Isépy Sztáncs, 1252-ben Magyarizsép birtokosa.[22]
- Isépy János, Sztáncs fia, 1284 Magyarizsép birtokosa.[23]
- Isépy Jakab, Sztáncs fia, említve 1295-ben mint comes de Isép.[24]
- Egy Isépy Benedek kétszer szerepel az Egri kápalan dokumentumaiban, 1362-ban mint Isépy Péter (Benedictus, filius Petri de Isép),[25] 1399-ben mint Isépy István fia (Benedictus Stephani de Yseep), akit  IX. Bonifác pápa 1399. május 6-án egy egri és váradi kanóniával jutalmaz meg.[26] Az utóbbi az "Yseep" írásmódja szerint talán inkább egy Zsip-i Benedekre, tehát a Gyömörmegyei Zsipből számazó személyiségre vonatkozik.[27]
- Isépy András (1385 előtt–1414 után), Isépy Pál (eml. 1328/1351) fia, Zsigmond király egy 1396. október 12-én Visegrádról a Leleszi premontrei kolostornak küldött levelében Füzér várának várnagyaként szerepel.[28]
- Isépy János (1568–1636), Radéczy István, egri püspök és királyi helytartó udvarmestere (magister curiae).[29]
- Isépy György (1720–1784) Károlyi Ferenc volt tarcali tiszttartójaként tűnik fel 1746-ban, amikor Károlyi Ilk nagyobb részét adományozza neki.[30]
- Isépy Ilona (1834–1891), Karsa Ferenc felesége.
- Isépy Zoltán, Zemplén vármegye alispánja (1918. nov. 27.–1919. aug. 4.), a Tokaji járás főszolgabírója (1918. jún. 28–1926. dec. 23.) és a Sárospataki járás főszolgabírója (1922. jan. 25.–1938. márc. 31.).[31]
- Isépy László (1861–1928), huszár ezredes, a Ludovika Akadémia oktatója (német és francia) és hobby fényképész (képei ritka betekintést nyújtanak a 20.-ik század elején zajló hivatalos és magánéletbe; https://pastonglass.com/).
- Isépy Ödön (1837–1873), Gróf Andrássy Gyula tőketerebesi birtokigazgatója.[32]
- Isépy Aladár (1881–1950), vitéz, altábornagy, Budapest várparancsnoka (1929–1935).[33]
- Dr. Isépy Tivadar Vilmos (1889–1955), tengerész kapitány, a Magyar Királyi Folyamerők hadbiztos ezredese.[34]
- Isépy Natália ("Nata") (1901–1977), költő, újságíró, színész, rádiójáték-író.[35]
- Dr. Isépy Tamás (1924–2004), magyar ügyvéd, politikus. 1990-től haláláig országgyűlési képviselő, 1995 és 1997 között a Kereszténydemokrata Néppárt frakcióvezetője. 1990 és 1994 között az Igazságügyi Minisztérium politikai államtitkára.[36] 2011. november 5-én Isépy Tamás 13.300 kötetes könyv gyűjteményéből nyílt meg az Isépy Tamás-könyvtár a hódmezővásárhelyi Németh László Gimnáziumban.[37]
- Dr. Isépy István (1942–2022), az ELTE Füvészkert igazgatója, a Magyar Arborétumok és Botanikus Kertek Szövetségének alapító tagja.[38]